# SubUrbia – Sixpacks, Sex + Supermarkets
subUrbia – Sixpacks, Sex + Supermarkets (Originaltitel: SubUrbia) ist ein US-amerikanischer Spielfilm aus dem Jahr 1996. In diesem Jugenddrama wird eine Gruppe Jugendlicher ohne Ziel von einem erfolgreichen Freund aus früheren Zeiten aufgewiegelt. Der Film basiert auf dem gleichnamigen Theaterstück (1994) von Eric Bogosian, der ebenfalls das Drehbuch selbst verfasste.

## Handlung
Eine Gruppe zielloser Jugendlicher zieht in dem Vorort Burnfield durch die Gegend und hängt jeden Abend vor einem Supermarkt ab, wo sie mit dem pakistanischen Eigentümer aneinandergerät.
Ein ehemaliger Freund, der es als Rockstar zu mäßigem Erfolg gebracht hat, stößt dazu, worüber viele in der Clique froh sind, aber einige auch eifersüchtig. Sie überlegen, was sie in ihrem weiteren Leben alles erreichen wollen und werden dabei von Pony aufgewiegelt.

## Soundtrack
Der Soundtrack des Films stammt von bekannten Indie-Musikern der 90er Jahre wie Sonic Youth, Stephen Malkmus & Elastica, Girls Against Boys, Beck, U.N.K.L.E., Boss Hog, Skinny Puppy, Superchunk, Butthole Surfers, The Flaming Lips, Thurston Moore und Gene Pitney.

## Hintergrund
Die Premiere erfolgte am 11. Oktober 1996 auf dem New York Film Festival. Der US-Kinostart erfolgte am 7. Februar 1997. In Deutschland lief der Film am 3. Juli 1997 an, die deutschsprachige Schweiz folgte am nächsten Tag.